# 千人远征

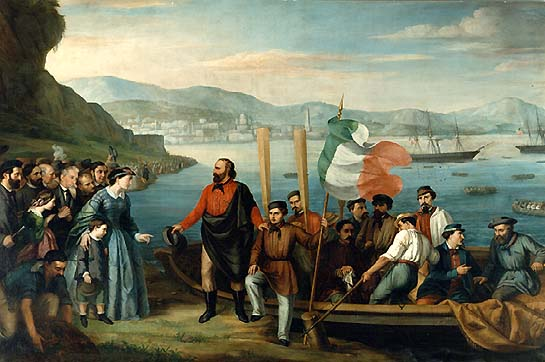
千人远征开始

千人遠征（意大利語：Spedizione dei Mille）是發生在1860年的意大利復興運動的一個事件。由朱塞佩·加里波第率領的一支志願者隊伍從熱那亞附近的誇爾托（現在的誇爾托-代伊米勒）出發，在西西里岛的馬爾薩拉登陆，目的是為了征服由波旁-兩西西里王朝统治的兩西西里王國。
該項目是一項雄心勃勃且冒險的冒險，旨在用一千人征服一個擁有更大正規軍和更強大海軍的王國。這次遠征取得了成功，並以公民投票結束，將那不勒斯和西西里島加入撒丁王國，這是1861年3月17日意大利王國成立之前的最後一次領土征服。
海上冒險是“四位国父”朱塞佩·馬志尼、朱塞佩·加里波第、維克多·伊曼紐爾二世和卡米洛·奔索共同決定的唯一理想行動，追求不同的目標。然而，遠征是由弗朗切斯科·克里斯皮發起的，他利用自己的政治影響力來支持意大利的統一計劃。
各個團體出於各種原因參加了這次探險：對加里波第來說，這是為了實現一個統一的意大利；對西西里資產階級來說，他们希望獨立的西西里成為意大利王國的一部分，並為平民百姓分配土地，結束壓迫。這次遠征和整個企業都得到了英國人的大力支持，他們希望在意大利南部建立一個友好的政府，由於蘇伊士運河即將開通，該政府具有重大的戰略價值。波旁王朝被認為是不可靠的，因為他們越來越多地向俄羅斯帝國開放。皇家海軍從波旁王朝保衛登陸隊，英國的捐助者在財政上支持了這次遠征，其中大部分資金用於賄賂不忠的波旁王朝軍官。

## 外部連結
- . Encyclopedia Britannica.   [2024-02-27]. （原始内容存档于2016-10-05）.